# Hans-Robert Cram
Hans-Robert Cram (* 1960) ist ein deutscher Verleger.
Hans-Robert Cram ist der Sohn von Kurt-Georg Cram (1920–2012), Verleger des Verlags Walter de Gruyter, und ein Urenkel des Verlagsgründers Walter de Gruyter. Nach dem Studium und der Promotion war er im Verlag de Gruyter tätig, nach dem Ausscheiden seines Vaters 1998 wurde er Geschäftsführer. 2004 wechselte er als Mitglied in den Beirat des Verlages. 2006 erwarb er die Kunstbuchverlage Dietrich Reimer Verlag, Gebr. Mann Verlag sowie den Deutschen Verlag für Kunstwissenschaft und leitete diese seither.